# Nivel de verosimilitud de las pruebas
El nivel o grado de verosimilitud de las pruebas clínicas es un sistema jerarquizado, basado en las pruebas o estudios de investigación, que ayuda a los profesionales de la salud a valorar la fortaleza o solidez de las pruebas asociada a los resultados obtenidos de una estrategia terapéutica, validez de una prueba diagnóstica, factor de riesgo de una enfermedad, etcétera. 
Desde finales de la década de 1990, cualquier procedimiento realizado en Medicina, ya sea preventivo, diagnóstico, terapéutico, pronóstico o rehabilitador, tiene que estar definido por su nivel de verosimilitud de las pruebas científicas, movimiento médico y científico conocido como «medicina basada en hechos».

## Niveles de verosimilitud y grados de recomendación
Según la US Agency for Health Research and Quality:

### Nivel de verosimilitud
- Ia:	Las pruebas provienen de metaanálisis de ensayos controlados, aleatorizados, bien diseñados.
- Ib: Las pruebas provienen de, al menos, un ensayo controlado aleatorizado.
- IIa: Las pruebas provienen de, al menos, un estudio controlado bien diseñado sin aleatorizar.
- IIb: Las pruebas proviene de, al menos, un estudio no completamente experimental, bien diseñado, como los estudios de cohortes. Se refiere a la situación en la que la aplicación de una intervención está fuera del control de los investigadores, pero cuyo efecto puede evaluarse.
- III: Las pruebas provienen de estudios descriptivos no experimentales bien diseñados, como los estudios comparativos, estudios de correlación o estudios de casos y controles.
- IV: Las pruebas provienen de documentos u opiniones de comités de expertos o experiencias clínicas de autoridades de prestigio o los estudios de series de casos.

### Grado de la recomendación
- A: La buena verosimilitud de las pruebas científicas sugiere que los beneficios del servicio clínico superan sustancialmente los riesgos potenciales. Los médicos deben discutir el servicio con los pacientes.
- B: La verosimilitud científica sugiere que los beneficios del servicio clínico son mayores que los riesgos potenciales. Los médicos deben discutir el servicio con los pacientes.
- C: La verosimilitud científica sugiere que hay beneficios proporcionados por el servicio clínico, pero la proporción entre los beneficios y los riesgos son demasiado cercanos para hacer recomendaciones generales. Los médicos no deben ofrecer el servicio a menos que haya consideraciones individuales.
- D: La verosimilitud científica sugiere que los riesgos del servicio clínico son mayores que los beneficios potenciales. Los médicos no deben ofrecer rutinariamente el servicio a los pacientes asintomáticos.
- E: La verosimilitud científica es deficiente, de mala calidad, o en conflicto, de tal forma que la proporción de riesgo en comparación con el beneficio no se puede evaluar. Los médicos deben ayudar a los pacientes a entender la incertidumbre que rodea el servicio clínico.

## Niveles de verosimilitud en oncología
Para cada tratamiento oncológico, los resultados obtenidos pueden clasificarse de dos formas diferentes: 
1. Solidez del diseño del estudio.
2. Solidez de los resultados finales.

Las dos escalas de evaluación juntas ofrecen una idea del nivel general de verosimilitud de las pruebas.

### 1. Solidez del diseño delestudio clínico
Ordenados de mayor a menor:
- 1. Ensayo clínico controlado aleatorio:

a. Doble ciego: El ensayo clínico controlado aleatorizado doble ciego 1.a es el patrón oro en el diseño de estudios clínicos. Para lograr el doble ciego, la asignación del factor objeto de estudio no debe revelarse al médico ni al paciente, antes ni después de la aleatorización. Este diseño proporciona protección contra el sesgo en la asignación por parte del investigador y del sesgo en la evaluación de resultados tanto por el investigador como por el paciente.
b. No ciego: En un ensayo clínico 1.b, el investigador y a veces el paciente conocen a qué grupo pertenecen (control o experimental). Lamentablemente, la mayoría de los ensayos clínicos en oncología no pueden ser doble ciego después de la asignación del tratamiento porque los procedimientos o los efectos tóxicos a menudo varían sustancialmente entre las asignaciones de estudio, de tal manera que son patentes tanto para el profesional de la salud como para el paciente.
Los metaanálisis de estudios aleatorios ofrecen la misma categoría de fortaleza de la verosimilitud de las pruebas que los estudios aleatorios, y no a un nivel superior.
- 2. Ensayo clínico controlado no aleatorio: Esta categoría incluye ensayos en los que la asignación de tratamientos se realiza sin aleatorización sino por otra regla como: fecha de nacimiento, número de historia clínica del paciente, día de la visita al consultorio, disponibilidad de cama, u otra estrategia que permitiera que el investigador conociera la asignación antes de obtener el consentimiento del paciente. Está demostrado que puede producirse un sesgo en la asignación de tratamientos en tales circunstancias.
- 3. Series de casos: Estos estudios clínicos son la forma más débil en el diseño de estudios de investigación, pero pueden ser la única información práctica o disponible que apoye una estrategia terapéutica, especialmente en el caso de enfermedades raras o cuando la evolución de los tratamientos es anterior a la realización de diseños de estudio aleatorios en la práctica médica. También puede ser el único diseño práctico cuando los tratamientos en diferentes ramas de estudio son radicalmente diferentes como, por ejemplo, amputación frente a cirugía para salvar un miembro. Sin embargo, estas experiencias no tienen controles internos y, por lo tanto, deben fijarse en experiencias externas para realizar comparaciones. Esto siempre plantea los problemas de selección de pacientes y capacidad de comparación con otras poblaciones. Según la posibilidad de extrapolación a otras poblaciones, las series de casos se clasifican en:

a. Series consecutivas basadas en la población.
b. Casos consecutivos no basados en la población.
c. Casos no consecutivos.

### 2. Solidez de los resultados finales
- A. Mortalidad total o supervivencia general a partir de un punto definido en el tiempo. Este resultado es sin lugar a dudas el más importante para los pacientes; es también el que se define con más facilidad y el que se halla sujeto a un menor sesgo por parte de los investigadores.
- B. Mortalidad por causa específica a partir de un punto definido en el tiempo. Aunque la mortalidad específica es muy importante biológicamente en intervenciones para determinadas enfermedades, arroja un resultado más subjetivo que la mortalidad total y con más riesgo de sesgo de los investigadores en su determinación. También se pueden obviar efectos importantes del tratamiento que en realidad acortan la supervivencia general.
- C. Evaluación cuidadosa de la calidad de vida: Este es un resultado muy importante para los pacientes, por lo que la descripción cuidadosa de este resultado dentro de un estudio de diseño sólido es suficiente para que la mayoría de los médicos incorporen un tratamiento.
- D. Resultados indirectos: Todos estos estudios están sujetos a la interpretación de los investigadores y, lo que es más importante, no se traducen en beneficio directo para el paciente, como la supervivencia o la calidad de vida. Sin embargo, es racional en muchas circunstancias prescribir un tratamiento que mejora estos resultados indirectos mientras se espera un estudio clínico más sólido que apoye tal prescripción. Los resultados indirectos son:

a. Supervivencia libre de la enfermedad.
b. Supervivencia libre de progresión.
c. Tasa de respuesta tumoral.
Ya que los estudios clínicos se clasifican por la solidez del diseño de investigación y la importancia de los resultados obtenidos, todo estudio tendría una jerarquización doble. Por ejemplo, 1.b.A para un estudio aleatorio no ciego que muestra un resultado favorable de la supervivencia general y 3.c.D.c para un ensayo de fase II de pacientes seleccionados usando la tasa de respuesta como el resultado. 
Además, todas las recomendaciones deben considerar otras características que no pueden ser cuantificadas tan fácilmente, como:
1. Toxicidad del factor objeto de estudio.
2. Nivel de confianza estadística.
3. Intervalos de tiempo de observación.
4. Número de participantes en el ensayo.
5. Garantía de la calidad del ensayo.
6. Coste económico y humano del ensayo.